# S-500
S-500 är ett ryskt avancerat luftvärnssystem med mycket stor räckvidd. Systemet har kapacitet att följa ett mål med radar på upp till 350 mil avstånd och en maxhöjd på 40 km. Det är designat för att bland annat skjuta ner upp till 10 ICBM-missiler samtidigt på ett avstånd av 60 mil och även slå ut fiendens signalspaningsplan sk. AWACS. 
Från upptäckt av fienden till avfyrning av robotarna tar det 4 sekunder. Ett komplett system består i huvuddelar av avfyrningsramp/fordon, kommandofordon och fyra radarsystem med tillhörande transportfordon. Produktion startade 2014 och S-500 systemet togs i drift under 2018 och det första S-500 batteriet placerades i Moskvaområdet.